# Czarna Góra (Góry Izerskie)
Czarna Góra (niem. Schwarzer Berg, 965 m n.p.m.) – wzniesienie w południowo-zachodniej Polsce, w Sudetach Zachodnich, w Górach Izerskich położone w Wysokim Grzbiecie.

## Położenie
Wzniesienie położone jest w Górach Izerskich, we wschodniej części Wysokiego Grzbietu, najdłuższego Grzbietu Gór Izerskich ciągnącego się od zachodu w kierunku wschodnim przez Stóg Izerski, Wysoką Kopę, Wysoki Kamień. Wznosi się na północny zachód od centrum Szklarskiej Poręby nad Zakrętem Śmierci.

## Opis
Stożkowate wzniesienie o wyraźnie zaznaczonym wierzchołku wyrastające ze wschodniego zbocza Wysokiego Kamienia w kształcie niewielkiego stożka o stromo opadających południowych, wschodnich i północnych zboczach. Zbocze zachodnie łagodnie opada do niewielkiego płytkiego siodła położonego po zachodniej stronie oddzielającego wzniesienie od sąsiedniego wyższego o 93 m wzniesienia Wysoki Kamień (1058m). Czarna Góra jest jednym z bardziej charakterystycznych szczytów w okolicach Szklarskiej Poręby. Wzniesienie położone jest w obrębie bloku karkonosko-izerskiego, w strefie kontaktu granitoidowego masywu karkonoskiego oraz metamorfiku izerskiego. Grzbiet zbudowany jest z odpornych na wietrzenie hornfelsów, które tworzą skałki na szczycie. Szczyt wzniesienia zbudowany z granitognejsów przetykanych żyłami aplitowymi. Zbocze południowe tworzą karbońskie granity porfirowate, północne zaś staropaleozoiczne skały metamorficzne - gnejsy i łupki łyszczykowe. Szczyt wzniesienia oraz całe zbocza porasta las świerkowy z domieszką drzew liściastych. U podnóża wzniesienia, po południowej stronie, położona jest miejscowość Szklarska Poręba. Położenie wzniesienia, kształt i wyraźna część szczytowa, czynią wzniesienie rozpoznawalnym w terenie. Na zboczach w bliskiej odległości od szczytu rozsiane skałki i grupy skalne. Na południowym zboczu skałka "Słoneczna" i grupa skalna "Czerwone Skałki", na wschodnim "Czarna Skałka" a na szczycie okazała grupa skalna "Dzwonnica". Szczyt wzniesienia i skałki stanowię punkty widokowe, z których rozciąga się rozległa panorama na masyw Gór Izerskich od Wysokiego Kamienia po Stóg Izerski oraz Przedgórze Izerskie, Góry Kaczawskie oraz Rudawy Janowickie. Między drzewami można też dojrzeć zachodnią część Karkonoszy: Śnieżne Kotły i Szrenicę. Północnym zboczem "Uroczysko" przebiega droga wojewódzka nr 358 tzw. Droga Sudecka z Świeradowa Zdr. do Szklarskiej Poręby.

## Historia
Wzniesienie było dobrze znane tzw. walończykom - średniowiecznym poszukiwaczom minerałów i kruszców. Uchodziło za zasobne miejsce w minerały i kruszce, wielokrotnie wzmiankowane w Księgach Walońskich.
W okolice wzniesienia około XIV–XV wieku docierali poszukiwacze kruszców. W okolicy szczytu w przeszłości znajdowały się wyrobiska poszukiwawcze. Szczyt w połowie XIX wieku był licznie odwiedzany przez turystów docierających na szczyt z Zakrętu Śmierci. Grupy skałek w okolicy szczytowej przed II wojną światową podlegały ochronie jako pomnik przyrody. Wzniesienie w przeszłości było nazywane: Schwarzenberg, Schwarzesberg.

## Szlaki turystyczne
- żółty z Zakrętu Śmierci przez Czarną Górę.
 - czerwony - Główny Szlak Sudecki ze Szklarskiej Poręby.
 - czerwony - Główny Szlak Sudecki od Rozdroża pod Zwaliskiem.
Przy żółtym szlaku turystycznym, w połowie drogi pomiędzy Wysokim Kamieniem a Zakrętem Śmierci położone są ciekawe skałki i grupy skalne. Na skałki nie prowadzi szlak. Szczyt skałek stanowi punkt widokowy.